# Alpina B6 GT3
De Alpina B6 GT3 (of BMW Alpina B6 GT3) is een Gran Turismo-sportwagen van het Duitse automerk Alpina. De wagen is gebaseerd op de BMW E63. In tegenstelling tot de Alpina B6 S is de B6 GT3 omgebouwd naar de standaarden van de GT3-klasse om op deze manier te kunnen deelnemen aan het FIA GT3 Europees kampioenschap.
Na zijn eerste seizoen in 2009 werden de wagens verkocht zodat Alpina zich zou kunnen toespitsen op de ontwikkeling van een nog sterker model. Zo kwamen ze in 2011 terug met een 5,0 liter V8 in tegenstelling tot de 4,4 liter V8 van twee jaren daarvoor.